# منگ جیه
منگ جیه (انگلیسی: Meng Jie؛ زادهٔ ۲۸ ژوئیهٔ ۱۹۷۶) شمشیرباز زن اهل چین بود. وی در بازی‌های المپیک تابستانی ۲۰۰۰ و ۲۰۰۴ شرکت کرده‌است.